# Colby College
Colby College ist eine US-amerikanische Universität, ein College of Liberal Arts, in Waterville (Maine), USA, mit zurzeit etwa 1.800 Studenten. Gegründet wurde es 1813.  Es gilt als eines der „Little Ivies.“

## Geschichte
Im Jahr 1813 wurde das College zunächst vom Täufer Geistlichen gegründet.
Colby schaffte in den späten 1984er Jahren die fraternities ab.

## Studienfächer

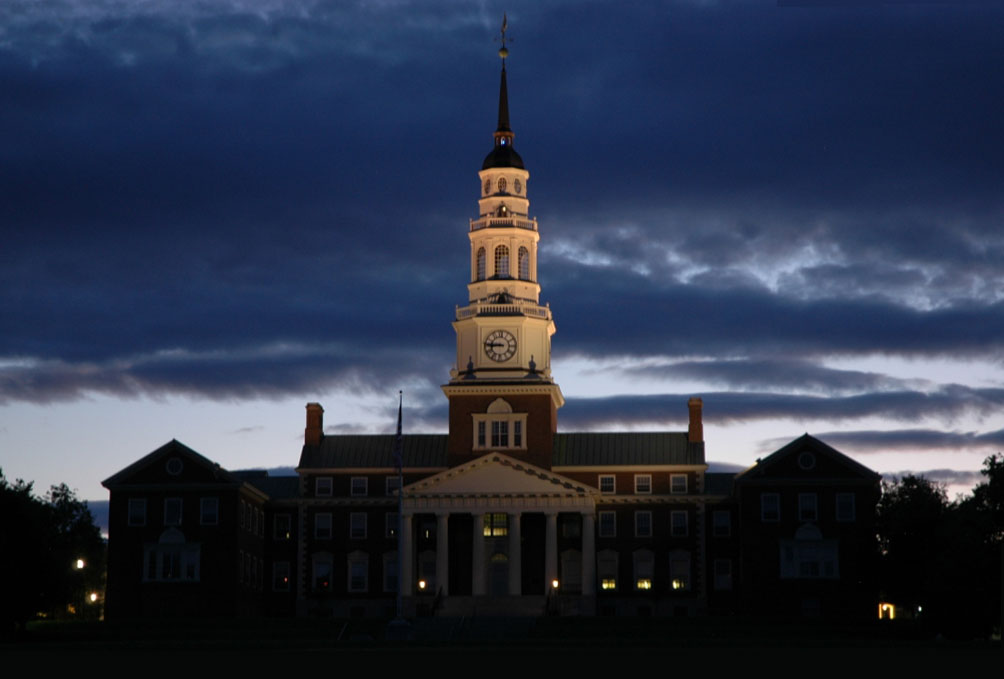
Bibliothek Miller, Colby College

Am Colby College kann man folgende Fächer studieren: Afrikanistik, Anthropologie, Asienwissenschaften, Biochemie, Biologie, Chemie, Englisch, Französisch, Gender Studies, Geologie, Germanistik, Geschichte, Informatik, Kunst, Kunstgeschichte,  Latein, Amerikanistik, Mathematik, Musik, Neurowissenschaften, Pädagogik, Philosophie, Physik und Astronomie, Politikwissenschaften, Psychologie, Religionswissenschaft, Russisch, Soziologie, Spanisch, Tanz- und Theaterwissenschaften, Umweltwissenschaften, Wirtschaftswissenschaften.

## Sport
Die Sportteams des Colby College werden (inoffiziell) The White Mules genannt.

## Auszeichnungen
Das Colby College verleiht jährlich den Elijah Parish Lovejoy Award, nach ihrem Absolventen Elijah Parish Lovejoy.

## Persönlichkeiten

### Alumni
- Edson Mitchell, Persönlichkeit der internationalen Finanzwelt
- Warner Nickerson, ehemaliger Skirennläufer
- Harris M. Plaisted, US-amerikanischer Politiker und von 1881 bis 1883 Gouverneur des Bundesstaates Maine
- Llewellyn Powers, US-amerikanischer Politiker, von 1897 bis 1901 Gouverneur des Bundesstaates Maine
- Daniel T. Jewett, US-amerikanischer Politiker der Republikanischen Partei
- Edward Gurney, US-amerikanischer Politiker
- Chester Earl Merrow, Bundesstaat New Hampshire im US-Repräsentantenhaus
- Charles P. Nelson, Bundesstaat Maine im US-Repräsentantenhaus
- Forrest Goodwin, Bundesstaat Maine im US-Repräsentantenhaus
- John E. Nelson, Bundesstaat Maine im US-Repräsentantenhaus
- James S. Wiley, Bundesstaat Maine im US-Repräsentantenhaus
- Mark H. Dunnell, Bundesstaat Minnesota im US-Repräsentantenhaus
- Pete Rouse, Stabschef des Weißen Hauses unter dem US-Präsidenten Barack Obama
- Elbridge Ross, US-amerikanischer Eishockeyspieler
- Angier Goodwin, Bundesstaat Massachusetts im US-Repräsentantenhaus
- Doris Kearns Goodwin, US-amerikanische Historikerin
- Richard C. Shannon, Bundesstaat New York im US-Repräsentantenhaus
- Herbert Lord, US-amerikanischer Offizier und der zweite Direktor des neu geschaffenen Bureau of the Budget
- Eric S. Rosengren, US-amerikanischer Wirtschaftswissenschaftler und Banker
- Cecily von Ziegesar, Schriftstellerin

### Professoren
- Fernando Q. Gouvêa, brasilianischer Mathematiker
- Louis Sandy Maisel, US-amerikanischer Politikwissenschaftler
- Richard Russo, US-amerikanischer Schriftsteller
- Raffael Scheck, deutscher Historiker